# Хмелёвице (остановочный пункт)
Хмелёвице (пол. Chmielowice) — остановочный пункт в селе Хмелёвице в гмине Компрахцице, в Опольском воеводстве Польши. Имеет 1 платформу и 1 путь.
Остановочный пункт на железнодорожной линии Ополе — Ныса был построен в 1887 году, когда село Хмелёвице (нем. Chmiellowitz, Хмеллёвиц) было в составе Германской империи.